# Влажна ливада
Влажна ливада је влажно или полувлажно станиште, на коме доминира травна вегетација. Током већег дела године ово станиште је засићено водом, било услед високог нивоа подземних вода, лоше дренаже земљишта, или велике количине падавина. 